# セルヴェスボリ市
セルヴェスボリ市（スウェーデン語: Sölvesborgs kommun）は、スウェーデン・ブレーキンゲ県にあるコミューン (基礎自治体)。
1971年、セルヴェスボリ地区とガンマルストルプ地区、ミェルビー地区の合併によって形成された。
毎年夏になると、観光客や避暑地として一時的に人口が倍増し、6月に開催されるスウェーデン・ロック・フェスティバルでは毎年3万人強の観客を集客する。

## 地域
セルヴェスボリ市の地域は2015年時点で人口別に以下の順となっている。
| #  | 地域           | 人口  |
| -- | -------------- | ----- |
| 1  | セルヴェスボリ | 8,972 |
| 2  | ヘレヴィク     | 1,545 |
| 3  | ミェルビー     | 1,319 |
| 4  | ノルイェ       | 814   |
| 5  | ヘルヴィク     | 802   |
| 6  | レルビー       | 264   |
| 7  | イサーネ       | 214   |
| 8  | ユーペコース   | 210   |
| 9  | プカヴィク     | 201   |
| 10 | ヴァリェ       | 69    |